# Velostat
Velostat是由其中含有碳煙的聚合物（聚烯烃）薄膜製成的包裝材料，加入碳煙的目的是增加導電性，可以保護可能受靜電放電破壞的物品或設備。Velostat是由Custom Materials開發，現在已是3M公司的一部份。Velostat是美國Desco Industries Inc的註冊商標（4,964,564）。Desco Industries在2015年1月2日購買了3M Static Control的資產。
Velostat在受彎曲或受壓後，其電阻會改變。例如在二片電極中間，面積25 mm2，厚0.2 mm的Velostat材料，在未受力時，其電阻值為9 kΩ，在有受力後，電阻值減為原來的一半.。
Velostat有壓電特性，且價格很低，常被愛好者用來做為微控制器實驗中廉價的感測器。其中一個例子就是做在鞋子上，穿的人每走一步，鞋子就會亮一下。因為在受壓時，電路的電阻會減小，可以用來偵測鞋子上是否有壓力存在。